# Max Uhlir
Max Uhlir (26 dicembre 2004) è uno sciatore alpino svedese.

## Biografia
Specialista delle prove tecniche attivo dal gennaio del 2021, Max Uhlir ha esordito in Coppa Europa il 23 novembre 2024 a Levi in slalom speciale, senza completare la prova; non ha debuttato in Coppa del Mondo e non ha preso parte a rassegne olimpiche o iridate.

## Palmarès

### Campionati svedesi
- 2 medaglie:
  - 1 oro (slalom speciale nel 2025)
  - 1 bronzo (supergigante nel 2025)